# 新Mr.Boo!アヒルの警備保障
『新Mr.Boo!アヒルの警備保障』（原題：摩登保鑣、英題：Security Unlimited）は、1981年の香港映画。日本では『新Mr.BOO!』シリーズの第1弾（シリーズ通算では4作目）として1982年に公開された。

## あらすじ
ウォン警備会社（王氏護衛局）に勤めるチャウ（マイケル）は、部下いびりに精を出す一方、社長にはへつらう自称鬼警備隊長だった。
しかし、社長の息子ファン（フォン・ツイファン）が身分を隠して視察のために入社してきた。
副隊長（サミュエル）やドジな新米隊員ロン（リッキー）たちに対するいびりや横暴さが御曹司にばれ、やり方が時代遅れだとチャウはヒラ隊員に降格されてしまう。元部下と立場が逆転したチャウは名誉挽回に奮起するが……

## スタッフ
- 監督･脚本:マイケル・ホイ（許冠文）
- 製作:レイモンド・チョウ（鄒文懐）
- 脚本･音楽:サミュエル・ホイ（許冠傑）
- 撮影:トム・ラウ（劉滿棠）
- 助監督：スタンリー・ホイ（許冠武）

## キャスト
| 役名                                  | 俳優                         | 日本語吹替                           |
| 役名                                  | 俳優                         | フジテレビ版                         |
| ------------------------------------- | ---------------------------- | ------------------------------------ |
| チャウ・サイチョン（周世昌）隊長 ブー | マイケル・ホイ（許冠文）     | 広川太一郎                           |
| 副隊長                                | サミュエル・ホイ（許冠傑）   | 富山敬                               |
| ロン（鄧小龍） ダイ・チョンボ         | リッキー・ホイ（許冠英）     | 安西正弘                             |
| 社長の息子（阿帆） ファン             | フォン・ツイファン（馮淬帆） | 中田浩二                             |
| チョンボの恋人（阿珍） チャン         | ウォン・チョーシー（黄造時） | 高島雅羅                             |
| 強盗団のボス                          | チェン・シン（陳星）         | 仲木隆司                             |
| ハゲ頭の強盗                          | リー・ホイサン（李海生）     | 笹岡繁蔵                             |
|                                       |                              |                                      |
| 演出                                  |                              | 春日正伸                             |
| 翻訳                                  |                              | 飯嶋永昭                             |
| 調整                                  |                              | 遠西勝三                             |
| 選曲                                  |                              | 河合直                               |
| プロデューサー                        |                              | 大橋義輝                             |
| 制作                                  |                              | ニュージャパンフィルム               |
| 解説                                  |                              | 高島忠夫                             |
| 初回放送                              |                              | 1983年4月30日 『ゴールデン洋画劇場』 |

- DVD版 - 2005年8月26日に『Mr.BOO ! DVD-BOX』（5,000セット限定生産）として発売時、フジテレビ版を初収録しDVD化。その後、2007年5月10日に単品廉価版発売。
  - 字幕翻訳 - 小松規子

## 映画解説
- 前作『Mr.Boo!インベーダー作戦』から約2年ぶりの制作だが、構想3年で制作に1年かけているという[1]。
- 香港初公開時、当時興行収入トップだったジャッキー・チェン主演映画『ヤングマスター 師弟出馬』の1100万ドルを抜き、1800万ドルを稼いだ。公開時、ギャグを連発するエネルギーゆえに「ダック・ムービー」と名付けられた。前作までと異なり、一ヶ月以上に及びアメリカロケを敢行し、並の香港映画5本分の制作費がかかっているという。[2]
- リッキーの役名である鄧小龍（テン・シャオロンあるいはブルース・テン）は李小龍（ブルース・リー）と似ていて、スターに憧れる役柄を反映しているかもしれない。映画中にてマイケルが「本名か?」と聞くシーンがある。
- 片目にけがを負っていた、警備会社の社長役として出演したのはホイ兄弟の実父・許世昌である。
- マイケル、サミュエル、リッキーの主役3人の本格的競演は本作以後『フロント・ページ』までしばらく観られなくなる。その間、サミュエルは『悪漢探偵』シリーズに主演していた。
- この映画の公開前に配布された映画チラシは2種類あり、そのうち黒色の「写真柄」は現在とても入手困難な稀少品で、コレクター間で1枚につき高値で取引が行われている。

## 主題歌
- 『摩登保鑣』歌：サミュエル・ホイ